# Passo dei Sabbioni
Der Passo dei Sabbioni ist ein Bergsattel auf dem Alpenhauptkamm in einer Höhe von 2966 m ü. M. zwischen Pizzo Pesciora und Pizzo Lucendro. Er verbindet die Schweizer Kantone Wallis im Westen und Tessin im Osten. Bemerkenswert ist, dass sich nur 43 Meter weiter nördlich ein 3025 m ü. M. hoher unbenannter Gipfel (gelegentlich als Ostgipfel des Witenwasserenstocks bezeichnet) befindet, der das Kantonsdreieck zum Kanton Uri und zudem den Schnittpunkt dreier kontinentaler Wasserscheiden darstellt.

## Europäischer Wasserscheidepunkt
Am Kantonsdreieck befindet sich ein wichtigster Wasserscheidepunkt. Das Wasser fliesst durch folgende Gewässer:
- nach Norden: Reuss, Aare, Rhein, Nordsee
- nach Westen: Rhone, Mittelmeer
- nach Osten: Tessin, Po, Adria

## Zugang
Der Pass selbst ist nicht erschlossen, jedoch führen Wanderwege von der Rotondohütte auf den Kamm und ein alpiner Wanderweg vom Hüenderstock hinauf zum Wasserscheidepunkt (Kantonsdreieck).

## Nachweise
1. 1 2  Lage und Höhe bei «geo.admin.ch».
2. 1 2  Lage und Höhe bei «ortsnamen.ch».